# Bad Dudes Vs. DragonNinja
Bad Dudes Vs. DragonNinja, intitolato anche semplicemente DragonNinja (ドラゴンニンジャ?, DoragonNinja) nella versione giapponese, è un videogioco di tipo picchiaduro a scorrimento sviluppato e pubblicato nel 1988 dalla Data East.
Venne successivamente convertito per numerose piattaforme domestiche, di solito utilizzando il titolo Bad Dudes Vs. DragonNinja, DragonNinja o Dragon Ninja in Europa e Bad Dudes in America.

## Trama
Nell'introduzione al gioco la storia viene spiegata da un agente dei servizi segreti statunitensi: il presidente degli Stati Uniti d'America Ronnie (chiaro riferimento a Ronald Reagan) è stato rapito da un clan ninja chiamato DragonNinja. I protagonisti sono due picchiatori da strada, Striker e Blade, che a mani nude iniziano l'avventura che li porterà a sgominare l'intero clan.
La versione giapponese ha un finale differente rispetto alla versione statunitense.

## Modalità di gioco
DragonNinja mescola un gameplay parzialmente platform con i tipici canoni dei giochi picchiaduro a scorrimento. Lo scorrimento è orizzontale, e in genere è presente una sola piattaforma soprastante sulla quale saltare, in modo che il gioco si svolge solitamente su due piani. È disponibile la modalità a due giocatori in cooperazione simultanea, non presente però nelle conversioni per computer a 8 bit.
Si può camminare a destra e sinistra, accovacciarsi, attaccare, fare salti piccoli o grandi balzi verticali per salire e scendere dalla piattaforma. Quando si attacca a vuoto il personaggio sferra pugni, mentre se si colpisce il nemico in genere il giocatore lo colpisce con un calcio. È possibile colpire anche verso l'alto ed effettuare particolari tecniche, come il pugno di fuoco (basta tenere premuto il tasto di attacco per qualche secondo e poi rilasciarlo) o il calcio tornado simile al Tatsumakisenpukyaku (col personaggio in movimento si deve premere salto e poi attacco in rapida successione).
I nemici sono ninja di vario tipo e la maggior parte di questi sono eliminabili con un solo colpo; sono presenti ninja che attaccano a mani nude (ninja blu), ninja che se uccisi rilasciano bonus (ninja rossi), ninja armati di shuriken o makibishi (ninja neri), ninja armati di katana o di artigli, kunoichi, ninja infuocati, cani, ecc.
Al termine di ogni livello è presente un boss, generalmente armato o che possiede tecniche speciali, e che ha una barra di energia.
I bonus che si possono trovare sono accrescitori di punti, energia o tempo oppure armi (pugnali e nunchaku).

### Livelli
La descrizione si riferisce alla versione arcade, possono esserci piccole differenze nelle conversioni.
- La città: il primo livello si sviluppa in uno scenario urbano; il livello è molto lineare, senza troppe piattaforme o buchi aggiuntivi. Il boss è una riproduzione di Karnov, la mascotte della Data East, in grado di sputare fuoco.
- L'autotreno: il livello si sviluppa interamente sopra i rimorchi di un autotreno, con uno scorrimento automatico molto lento e ninja che attaccano arrampicandosi dal basso o saltando da altre automobili. Il boss è un ninja armato di artigli con un casco da motociclista in testa, molto agile e veloce.
- Le fogne: ci troviamo in un condotto fognario. Il boss è un ninja vestito di verde, in grado di moltiplicarsi.
- Il bosco: il livello è ambientato in un bosco di notte. Il boss è un energumeno provvisto di armatura e di notevole forza fisica.
- Il treno: il gameplay di questo livello è il medesimo di quello del secondo livello, solamente che ora ci troviamo sopra un treno e lo scrolling va da destra verso sinistra. Il boss è un individuo armato di kusarigama.
- Le grotte: livello ambientato all'interno di una serie di grotte. Il boss è un guerriero rasato armato di Bo.
- La base di DragonNinja: livello ambientato in una sorta di magazzino, dove si affrontano nuovamente tutti i boss dei livelli precedenti. Il nemico finale è il capo del clan, munito di armatura da Samurai e maschera da Oni, che sfrutta un elicottero come ulteriore piattaforma.

## Opere correlate
Non sono mai stati prodotti sequel di questo gioco; l'arcade Crude Buster del 1990 è ispirato a DragonNinja, ma non ebbe la stessa notorietà
.
Insieme a Shinobi il videogioco diede il nome al singolo Shinobi vs. Dragon Ninja dei Lostprophets (2001).
Nel 2012 ci fu un tentativo, fallito, di finanziare la produzione di un seguito del gioco tramite Kickstarter.